# يان ر. جونستون
يان ر. جونستون (بالإنجليزية: Ian R. Johnston)‏ هو مهندس أسترالي، ولد في 1943.